# Xã Keyser, Quận DeKalb, Indiana
Xã Keyser (tiếng Anh: Keyser Township) là một xã thuộc quận DeKalb, tiểu bang Indiana, Hoa Kỳ. Năm 2010, dân số của xã này là 7.666 người.